# Nemzetközi Földrajzi Diákolimpia

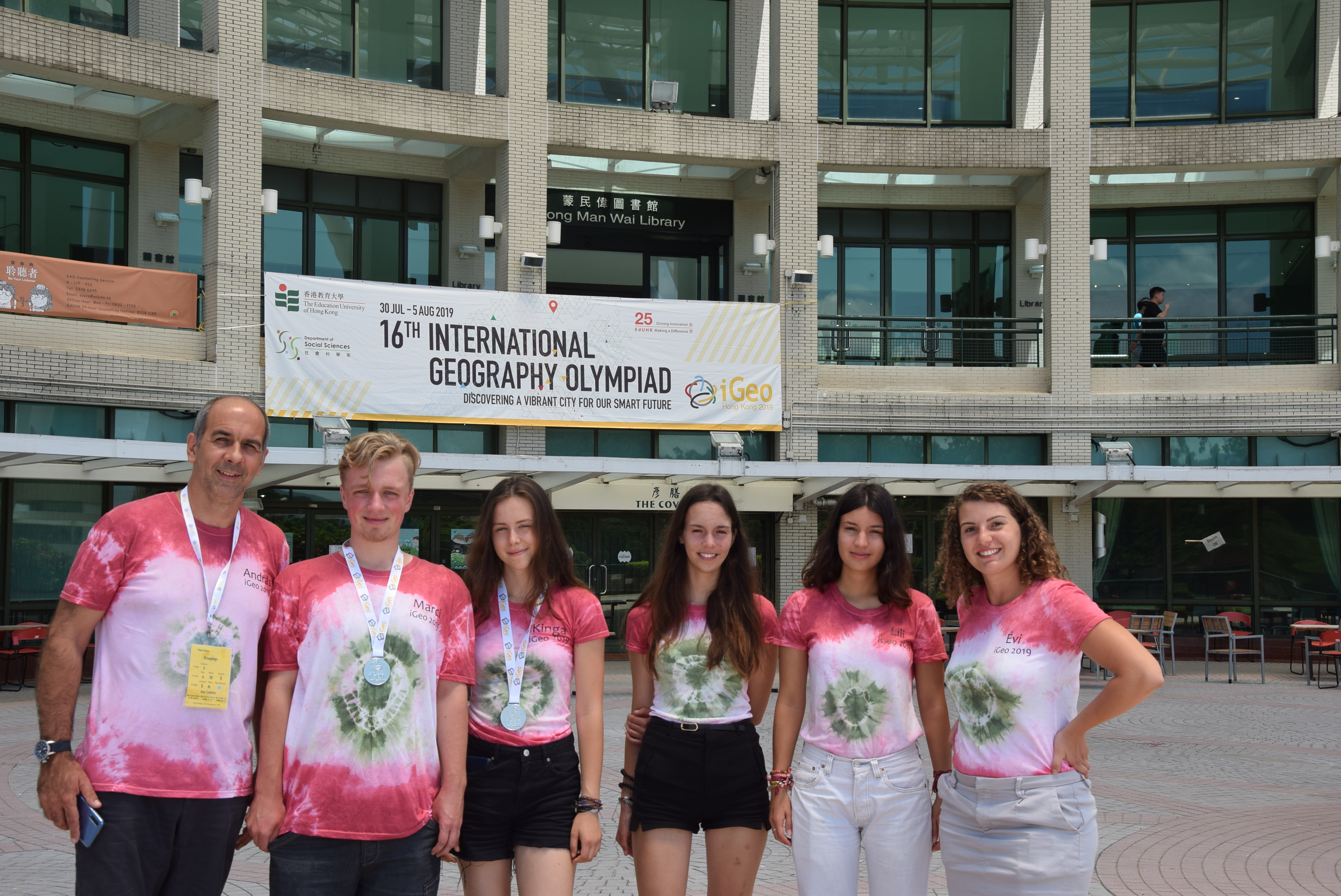
A 2019-es magyar csapat tagjai balról jobbra: dr. Trócsányi András (csapatvezető), Mészáros Márton, Kaszap Kinga, Kiszely Anna, Sarkadi-Nagy Lili Sára, Máté Éva (csapatvezető)

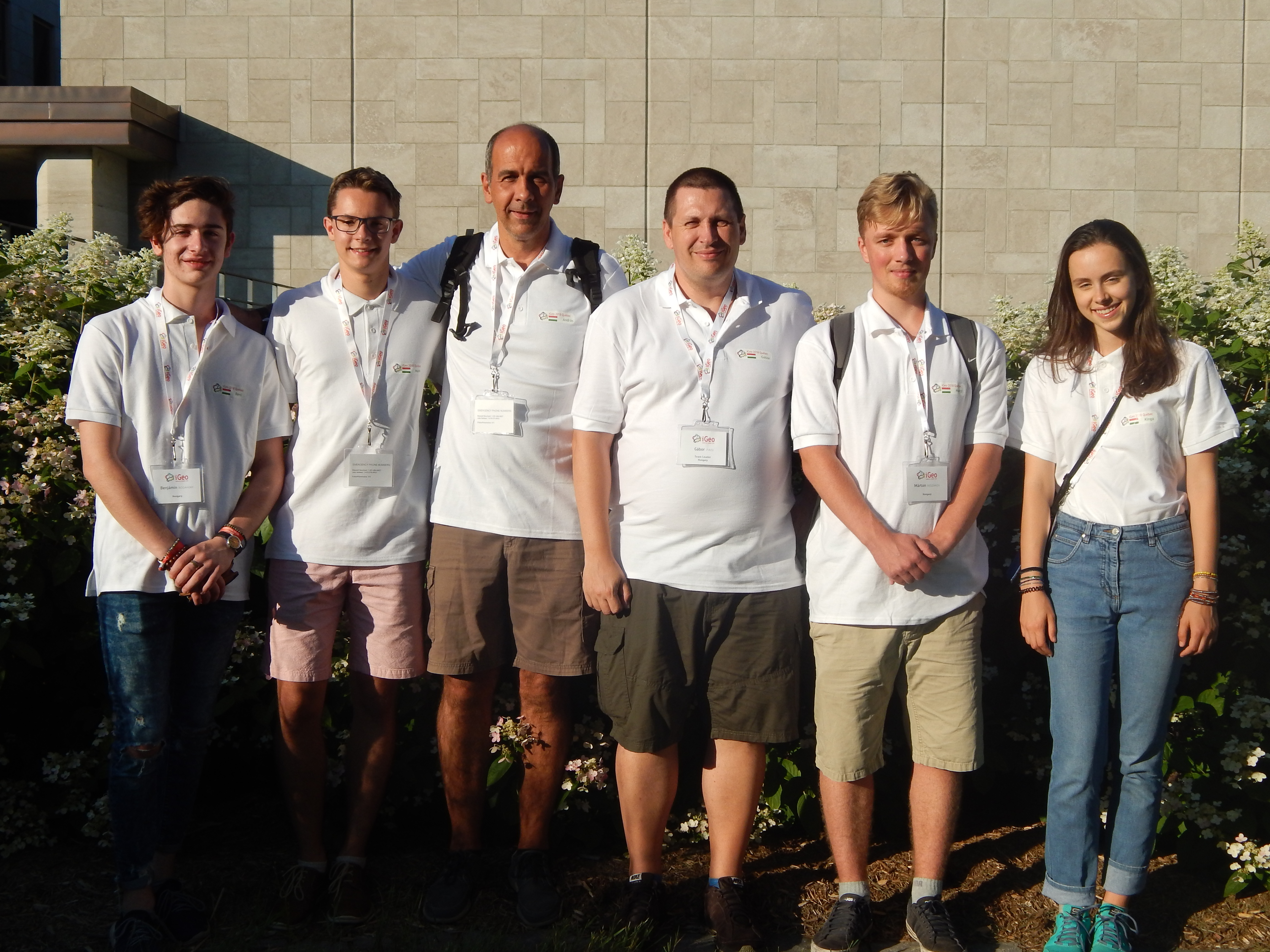
A 2018-as magyar csapat tagjai balról jobbra: Bodansky Benjámin, Mészárik Márk, dr. Trócsányi András (csapatvezető), dr. Pirisi Gábor (csapatvezető),Mészáros Márton, Kaszap Kinga

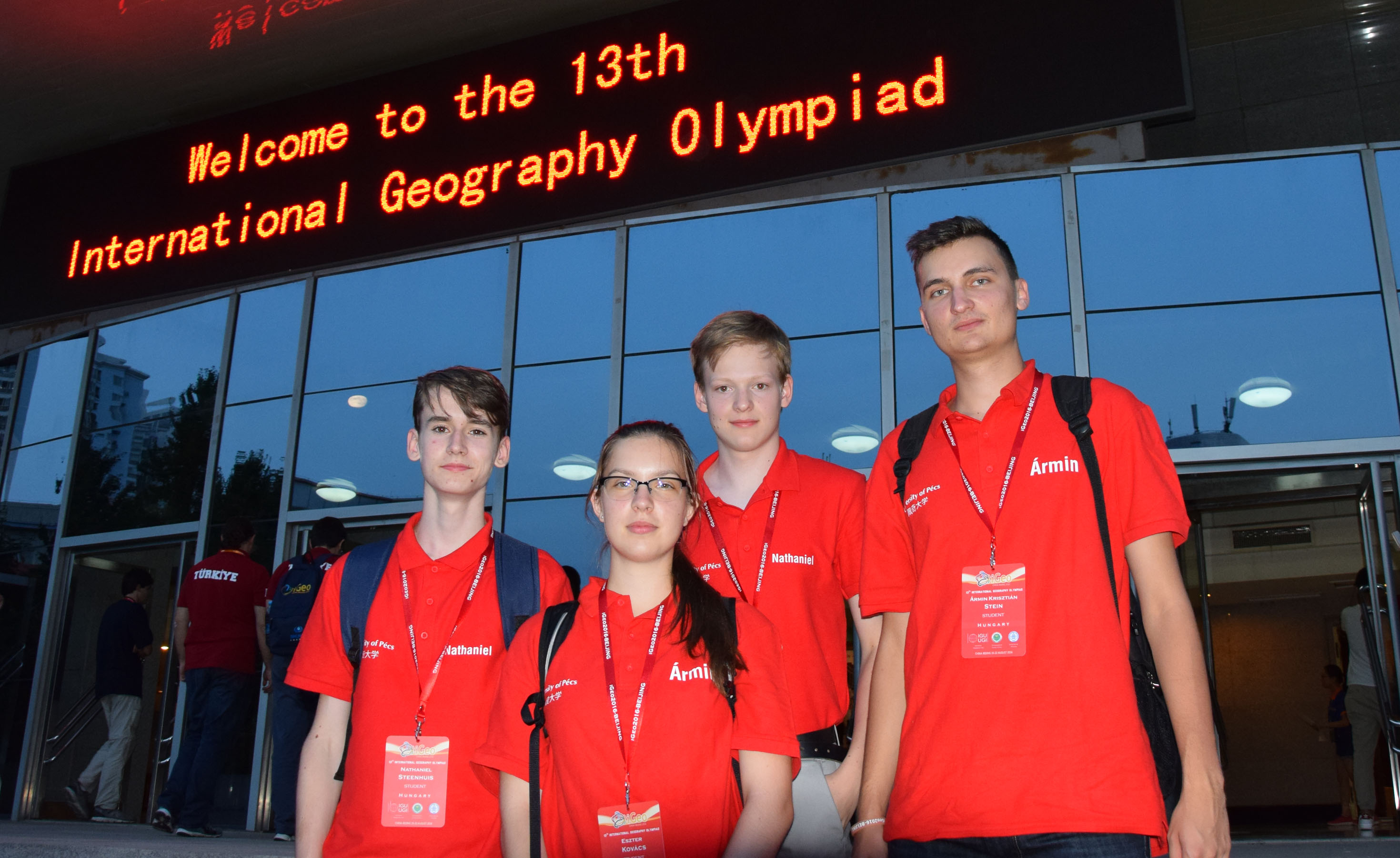
A 2016-os magyar csapat tagjai (balról jobbra: Steenhuis Nathaniel, Kovács Eszter, Csontos Gábor, Stein Ármin Krisztián)

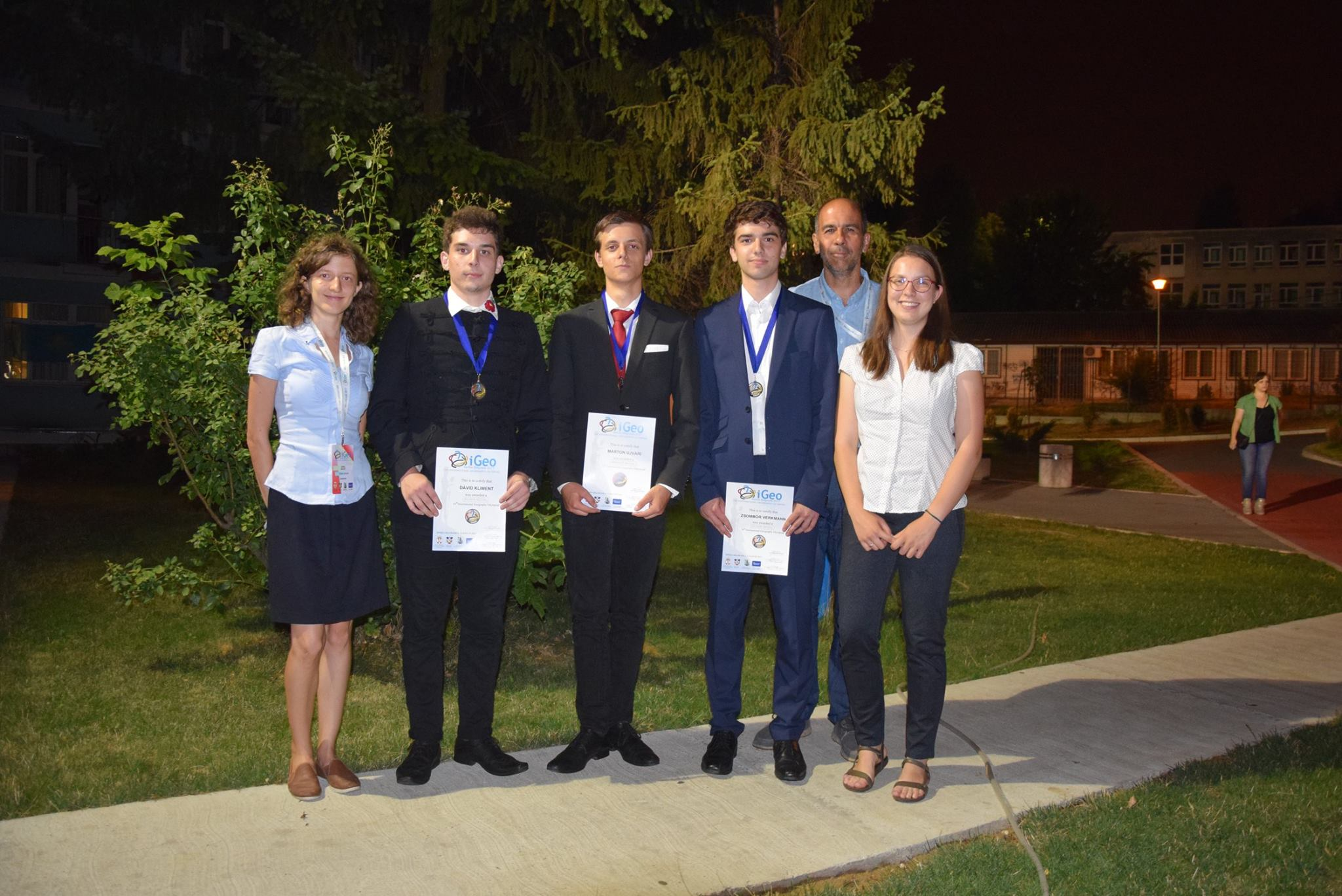
A 2017-es magyar csapat tagjai balról jobbra: Bálint Dóra (csapatvezető), Kliment Dávid, Ujvári Márton, Verkmann Zsombor, dr. Trócsányi András (csapatvezető)

A Nemzetközi Földrajzi Olimpia (International Geography Olympiad, iGeo) egy a kezdetektől kétévente, majd 2012 óta évente megrendezésre kerülő nemzetközi diákverseny, ahol minden országot négy 16 és 19 év közötti középiskolás diák és két csapatvezető képvisel. A versenyt a Nemzetközi Földrajzi Unió (International Geographical Union, IGU) égisze alatt rendezik, a feladatokat a szervezet által kijelölt munkacsoport állítja össze. A nemzetközi megmérettetést először 1996-ban Hágában rendezték meg, Magyarország 2006 óta delegál csapatot, a hazai diákokat kezdetben az OKTV, majd 2010-től a HunGeoContest versenyén válogatják a nemzeti keretbe. A részt vevő országok köre folyamatosan bővül. Míg az első verseny öt ország részvételével zajlott, 2016-ban és azóta mindig ez a szám már meghaladta a 40-et. A versenyzők egyénileg versenyeznek, nagyjából a mezőny első felét díjazzák arany-, ezüst- és bronzérmekkel 1/2/3 arányban. A diákolimpián egy diák maximum két alkalommal vehet részt.

## A verseny felépítése
A négy-öt napos, angol nyelven zajló verseny összesen három részből áll, melyek hangsúlya nem a földrajzi, topográfiai ismereteken (lexikális tudás), hanem sokkal inkább a kompetenciák és azok alkalmazásán van: a feladatok többsége forrásfeldolgozáson alapul és sokszor igen gyakorlatias. Az írásbeli (Written Test) rész feleletválasztós, ábra- és képelemzési, valamint esszé jellegű feladatokból áll. A komplex terepi feladat (Fieldwork Exercise) egy terület felmérését és az azzal kapcsolatos kérdésekre adott válaszokat, sokszor tervezési jellegű problémák megoldását jelenti. Ebben a fordulóban mérik a döntéshozói, előkészítői képességeket, és a földrajzi kreativitást is. Az utolsó egységben (Multimedia Test) multimédia alapú feladatokat kell megoldani, képek, videók vagy akár hangok mentén azonosítandó földrajzi helyekkel, fogalmakkal, jelenségekkel kapcsolatos kérdésekre kell válaszolni.

## A hazai válogatóverseny
A földrajzi olimpia hazai válogatóversenye a HunGeoContest - Angol nyelvű földrajzi verseny középiskolásoknak. Az EMMI (és jogelődjei) az iGeo versenyt nemzetközi tudományos diákolimpiának ismerik el (ez az egyetlen ilyen földrajzi verseny). Magyarországról az iGeo versenyre csak a HunGeoContesten keresztül lehet kijutni, a versenyszabályzat értelmében az első négybe kell kerülni, megfelelni a korhatárra vonatkozó előírásoknak, vagy akár előző évi olimpiáról aranyéremmel hazatérni.
A versenyt 2009-ben hívta életre a PTE TTK Földrajzi és Földtudományi Intézetének Társadalomföldrajzi és Urbanisztikai Tanszéke a Magyar Földrajzi Társasággal Archiválva 2019. szeptember 5-i dátummal a Wayback Machine-ben és a Földrajztanárok Egyletével karöltve. A verseny célja, hogy a hazai középiskolások számára lehetővé tegye földrajzi tudásuk összemérését angol nyelven. A verseny első négy helyezettje nyeri el a jogot az iGeo-n történő szereplésre. A HunGeoContest minden évben, októberben kezdődik országos online fordulójával és a következő év tavaszán a Pécsi Tudományegyetem Természettudományi Karán megrendezett döntővel zárul.
A Nemzetközi Földrajzi Olimpia hatása a földrajzoktatásban
A Nemzetközi Földrajzi Olimpia szakmai tapasztalatai új, kísérleti jellegű földrajztankönyvek és órák kidolgozását ösztönözték, hiszen a hazai kerettantervek sok helyen különböznek a nemzetközi verseny struktúrájától és követelményeitől. Magyarországon számos középiskolai tanár, kurzus és fakultáció foglalkozik a Nemzetközi Földrajzi Olimpia szellemiségével. A sok lehetőség közül több példa is említhető, ahol a diákok angol nyelven foglalkozhatnak a forrásokra épülő esettanulmányokkal,  érveléstechnikai módszereket gyakorolhatnak, korszerű szoftvereket használhatnak vagy éppen terepgyakorlatokon keresztül feltárhatják a környezetük bonyolult összefüggésrendszerét. Egyik, habár korántsem egyedi példa közülük a Geography Olympiad Learning Lab, mely célzottan segíti a diákok hazai válogatóversenyre való felkészítését és egyéni mentorálását (Individual Study Pathway), melyet Bálint Dóra, a Közgazdaság- és Regionális tudományi Kutatóközpont munkatársa hozott létre 2019 őszétől Budapesten.

## A Nemzetközi Földrajzi Olimpia magyar delegációi
| Év   | Rendező ország   | Helyszín           | Versenyzők                                                               | Csapatvezetők                          | Eredmények                                                                                               |
| ---- | ---------------- | ------------------ | ------------------------------------------------------------------------ | -------------------------------------- | --- |
| 2006 | Ausztrália       | Brisbane           | Lennert József, Rák Richárd, Udvarhelyi Bence, Bán Zoltán                | dr. Trócsányi András, dr. Pirisi Gábor | Lennert József - bronz, Rák Richárd - bronz                                                              |
| 2008 | Tunézia          | Karthágó           | Ignéczi Ádám, Fejes Csaba, Farkas Éva, Horváth Márk                      | dr. Trócsányi András, dr. Pirisi Gábor | Ignéczi Ádám - ezüst                                                                                     |
| 2010 | Taiwan           | Tajpej             | Kiss Dániel, Lakics Tamás, Nagy Ádám, Öreg Zsombor                       | dr. Trócsányi András, Gyüre Judit      | Kiss Dániel - ezüst, Nagy Ádám - bronz                                                                   |
| 2012 | Németország      | Köln               | Öreg Zsombor, Zalay Dóra, Békés Gáspár                                   | dr. Trócsányi András, Gyüre Judit      | Békés Gáspár - bronz                                                                                     |
| 2013 | Japán            | Kiotó              | Dürr Miklós, Szuda Ágnes, Tempfli Dóra, Kelemen Bendegúz                 | dr. Trócsányi András, dr. Pirisi Gábor | Dürr Miklós - ezüst, Szuda Ágnes - ezüst                                                                 |
| 2014 | Lengyelország    | Krakkó             | Dürr Miklós, Mojzes Kinga, Szuda Ágnes, Rapcsák András                   | dr. Trócsányi András, Makkai Bernadett | Dürr Miklós - ezüst, Mojzes Kinga - bronz, Szuda Ágnes - bronz                                           |
| 2015 | Oroszország      | Tver               | Stein Ármin Krisztián, Steenhuis Nathaniel, Csontos Gábor, Mojzes Kinga  | dr. Trócsányi András, Bálint Dóra      | Stein Ármin Krisztián - ezüst, Steenhuis Nathaniel - bronz                                               |
| 2016 | Kína             | Peking             | Csontos Gábor, Stein Ármin Krisztián, Steenhuis Nathaniel, Kovács Eszter | dr. Trócsányi András                   | Csontos Gábor - ezüst, Stein Ármin Krisztián - bronz, Steenhuis Nathaniel - bronz, Kovács Eszter - bronz |
| 2017 | Szerbia          | Belgrád            | Verkmann Zsombor, Kliment Dávid, Újvári Márton, Kovács Eszter            | dr. Trócsányi András, Bálint Dóra      | Verkmann Zsombor - ezüst, Kliment Dávid - ezüst, Újvári Márton - bronz                                   |
| 2018 | Kanada           | Québec             | Kaszap Kinga, Mészáros Márton, Mészárik Márk, Bodansky Benjámin          | dr. Trócsányi András, dr. Pirisi Gábor | Kaszap Kinga - arany, Mészáros Márton - ezüst, Mészárik Márk - bronz                                     |
| 2019 | Kína / Hong Kong | Hong Kong          | Kaszap Kinga, Sarkadi-Nagy Lili Sára, Mészáros Márton, Kiszely Anna      | dr. Trócsányi András, Máté Éva         | Kaszap Kinga - ezüst, Mészáros Márton - ezüst                                                            |
| 2021 | Törökország      | Isztambul (online) | Csada Lili, Balogh Zsófia, Verkmann Dávid, Vitkovics Patrik              | dr. Trócsányi András, dr. Máté Éva     | Csada Lili - arany, Balogh Zsófia- ezüst, Verkmann Dávid - ezüst                                         |
| 2022 | Franciaország    | Párizs             | Lontay Olivér, Rózsa Simon Péter, Kurenkov Efim, Szekeres Panna          | dr. Trócsányi András, dr. Máté Éva     | Lontay Olivér - ezüst, Rózsa Simon Péter - ezüst, Kurenkov Efim - bronz, Szekeres Panna - bronz          |
| 2023 | Indonézia        | Bandung            | Bérczy Barna, Kurenkov Efim, Lontay Olivér, Hajdu Márton                 | dr. Trócsányi András, dr. Máté Éva     | Bérczy Barna - arany, Kurenkov Efim - arany, Lontay Olivér - ezüst, Hajdu Márton - bronz                 |
| 2024 | Írország         | Dublin             | Hajdu Márton, Kurják Szabolcs, Kaposvári Péter Gergő, Horváth Gábor      | dr. Trócsányi András, dr. Máté Éva     | Kaposvári Péter - bronz, Hajdu Márton - bronz, Horváth Gábor - bronz                                     |
| 2025 | Thaiföld         | Bangkok            |                                                                          |                                        | |
| 2026 | Törökország      | Isztambul          |                                                                          |                                        | |